# Кварацхелия, Джума Васильевич
Джума Васильевич Кварацхелия (6 декабря 1969, Гудаута, Абхазская АССР, Грузинская ССР, СССР) — советский, российский футболист, полузащитник; абхазский тренер. Мастер спорта СССР.

## Биография
Воспитанник гудаутского футбола. В 1986—1991 годах выступал во второй и первой лугах первенства СССР в составе «Динамо» Сухуми. В 1992 году провёл 35 матчей, забил 2 гола в чемпионате Казахстана за акмолинский «Целинник». Впоследствии играл в первой лиги России за «Торпедо» Таганрог (1993), «Спартак» Нальчик (1993), «Уралан» Элиста (1994—1995), «Локомотив» Чита (1996—1998), «Жемчужину» Сочи (2000).
По состоянию на 2005 год был главным тренером клуба «Рица» Гудаута, в котором работал до 2013 года. C 2014 года — главный тренер клуба «Афон» Новый Афон С 2012 года — главный тренер сборной Абхазии.
Выиграл со сборной Абхазии в 2016 году домашний чемпионат мира ConIFA.

## Награды
- Орден «Честь и слава» III степени (8 июня 2016) — за весомый вклад в развитие физической культуры и спорта Республики Абхазия[6]